# بازیکن خیابان
بازیکن خیابان (عربی: الحرِّيف) یک فیلم به کارگردانی محمد حسن خان است که در سال ۱۹۸۳ منتشر شد. از بازیگران آن می‌توان به عادل امام اشاره کرد.